# Patrice Mottiez
Patrice André Louis Mottiez (ur. 28 stycznia 1963 w Saint-Maurice) – szwajcarski piłkarz występujący na pozycji pomocnika.

## Kariera klubowa
Mottiez rozpoczął karierę w 1982 roku w zespole Neuchâtel Xamax. W lidze szwajcarskiej zadebiutował 25 sierpnia 1982 w wygranym 5:1 pojedynku z FC Aarau, a 4 września 1982 w wygranym 2:0 spotkaniu z FC Bulle strzelił swojego pierwszego ligowego gola. Wraz z Neuchâtel wywalczył dwa mistrzostwa Szwajcarii (1987, 1988), a także dwa wicemistrzostwa Szwajcarii (1986, 1992). Trzykrotnie zwyciężył z nim też w Superpucharze Szwajcarii (1987, 1988, 1990).
W 1992 roku odszedł do drugoligowego FC Fribourg, w którym spędził sezon 1992/1993, a następnie zakończył karierę.
W lidze szwajcarskiej rozegrał 208 spotkań i zdobył 32 bramki.

## Kariera reprezentacyjna
W reprezentacji Szwajcarii zadebiutował 27 sierpnia 1986 w zremisowanym 1:1 towarzyskim meczu z Austrią. W latach 1986–1989 w drużynie narodowej rozegrał 9 spotkań.